# Старая церковь Святого Петра (Страсбург)
Старая церковь Святого Петра в Страсбурге (также Сен-Пьер-ле-Вьё; фр. Église Saint-Pierre-le-Vieux de Strasbourg, нем. Alte Kirche St. Peter Straßburg) — церковь, расположенная в центре города Страсбург (Эльзас, Гранд-Эст); впервые упоминается в документах за 1130 год: ряд историков полагает, что это был первый христианский собор в городе; включает в себя фрагменты стен периода Римской империи и Меровингов; современное здание было построено в 1382 году; является историческим памятником. Храм разделён на две части: протестантскую и католическую.

## История и описание
Церковь на месте Старой церкви Святого Петра в Страсбурге впервые упоминается в 1130 году — целый ряд историков полагает, что речь идёт о первом христианском соборе города. В южной части современного здания были обнаружены остатки стен времён Римской империи и Меровингов. Нынешнее готическое здание в протестантской части храма было построено в 1382 году; хор в католической части был создан в 1455 году известным мастером Йодокусом Доцингером (ум. 1472). В 1398 году монастырь Хонау (Kloster Honau) был переведён сюда из Райнау (Баден).
В 1529 году все церкви города, включая собор и церковь Св. Петра, стали протестантскими; в 1681 году, в связи с переходом власти в Эльзасе к преимущественно католической Франции, в использовании религиозных сооружений был достигнут компромисс: для церкви он заключался в том, что обе конфессии разделяли здание храма. Хор (католическая часть) был отделен от нефа (евангелическая зона) стеной толщиной в 1,5 метра.
Увеличение числа католиков привело к необходимости расширения католической части: городской архитектор Жан-Жоффруа Конрат (1824—1892) в 1867 году построил новую церковь в неоготическом стиле, повернув её под прямым углом к старому зданию — большая часть средневекового хора, таким образом, была утрачена. В начале XX века в католической части были установлены алтари, созданные в период поздней готики и раннего Ренессанса — они были спасены от разрушения в заброшенных церквях в Верхнем Эльзасе.